# Limavady
Limavady (irl. Léim an Mhadaidh) – miasto w Wielkiej Brytanii (Irlandia Północna; w Hrabstwie Londonderry). Według danych ze spisu ludności w 2011 roku liczyło 12 032 mieszkańców – 5851 mężczyzn i 6181 kobiet.